# Мадетойя, Лееви
Лееви Антти Мадетойя (фин. Leevi Antti Madetoja; 17 февраля 1887, Оулу, Великое княжество Финляндское — 6 октября 1947, Хельсинки, Финляндия) — финский композитор, дирижёр и музыкальный педагог. Один из наиболее выдающихся композиторов — последователей традиций Яна Сибелиуса.

## Биография
Лееви Антти Мадетойя родился в семье моряка Антти Мадетойя в Оулу. Ещё до рождения Лееви отец будущего композитора отправился на заработки в США, где вскоре умер от туберкулёза, так и не увидев своего сына. Лееви Мадетойя и его брат были воспитаны своей матерью Анной Хюттинен. Мадетойя получил музыкальное образование в Хельсинки, Париже, Вене и Берлине. Среди его педагогов были такие выдающиеся музыканты как Ян Сибелиус, Венсан д’Энди и Армас Ярнефельт.
Он дебютировал в качестве композитора в 1910 году в Хельсинки с концертом, состоящим из его сочинений. Творчество композитора испытало серьёзное влияние финской народной музыки, а также музыки его учителя Яна Сибелиуса и французских импрессионистов. Творческое наследия Мадетойя довольно разнообразно: оно включает в себя как вокальную и камерную музыку, так и симфоническую и оперную.
Как дирижёр Лееви Мадетойя работал с оркестрами Хельсинки и Выборга. Более 20 лет он преподавал теорию и историю музыки в Музыкальном институте Хельсинки. Среди его учеников Х. Лейвискя.
В 1983 году именем Лееви Мадетойя был назван новый концертный зал в Оулу, в котором базируется симфонический оркестр Оулу.
Был женат на Л. Онерве, поэтессе и писательнице.

## Основные произведения

### Симфоническая музыка

#### Симфонии
- Симфония № 1, Op. 29 (1914-16)
- Симфония № 2, Op. 35 (1916-18)
- Симфония № 3, Op. 55 (1922-26)

#### Другая симфоническая музыка
- Симфоническая сюита, Op. 4 (1909-10)
- Концертная увертюра, Op. 7 (1911)
- Симфоническая поэма «Видение во сне» (1912)
- Симфоническая поэма «Куллерво», Op. 15 (1913)
- Комическая увертюра, Op. 53 (1923)

### Оперы
- «Похьялайсия» (1924)
- «Юха», Op. 74 (1935)
- «Остроботнийцы», Op. 45 (1918-23)

### Балеты
- «Окон Фуоко» («Okon Fuoko[англ.]», 1930)

### Для фортепиано
- «Сад смерти», Op. 41 (1918-19)